# 壱岐島
壱岐島（いきのしま）は、日本の長崎県にある離島であり、九州と対馬の間に位置する。

## 概説

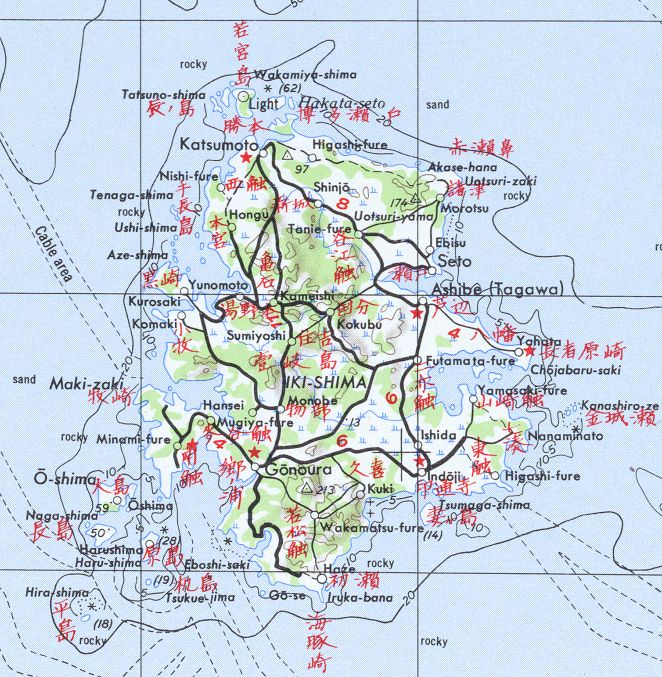
壱岐島の地図

『古事記』では「伊伎島（いきのしま）」と書かれ、別名を「天比登都柱（あめひとつばしら）」とも言う。
対馬と同様に、九州と朝鮮半島との間に存在する島であり、この地理条件のため、古くは朝鮮半島と九州とを結ぶ航路の中継地の1つとして利用された。
玄界灘に位置する壱岐島の周囲には、23の属島（有人島4・無人島19）が存在し、まとめて壱岐諸島と呼ぶ。ただし俗に、この属島をも含めて壱岐島と呼び、壱岐島を「壱岐本島」と区別して呼ぶ場合もある。なお、官公庁の定義で「壱岐島」と呼ぶ場合、周囲の属島は含めない。現在は壱岐市の1市体制で、長崎県は島内に壱岐振興局を置いている。
漁業が盛んであるが、島内全域が壱岐対馬国定公園に指定されており、観光業も見られる。島内には壱岐空港と複数の旅客船ターミナルがあり、九州などから航空機や旅客船が運行されている。
壱岐島の地形は比較的平坦であり、田畑として利用し易く、古くから耕作が行われてきた。島内各地には縄文時代から島民が定住していた痕跡（古墳など）が残っている。

## 地理
九州の東松浦半島から北北西に約20 kmの玄界灘に位置している。なお、九州と壱岐島の間の海域を壱岐水道と呼ぶ。また、壱岐島から見て、対馬海峡を隔てた北西海上に対馬が有る。航路の距離は福岡市の博多港から島の南西部の郷ノ浦港までが約74 km、東松浦半島の呼子港（唐津市）から島の南東部の印通寺（いんどうじ）港までが約26 kmである。
南北17 km・東西14 km程度の大きさである。海岸線は入り組んでおり、島の面積は133.8 km2程度ながら、海岸線の長さは167.5 kmに達する。それほど高い山は島内に無く、島の南端部に位置する山頂の標高が212.8 mの岳ノ辻が、最高峰である。
壱岐島の東南部には「深江田原（ふかえたばる）」とよばれる長崎県第2の広さを持つ天然の沖積平野がある。広さは約300ヘクタールで、福岡ドーム約18個分に相当する。圃場整備によって区画された長崎県を代表する穀倉地帯である美しい田園で、主に米、麦などが作られている。小高い丘陵を中心に、国特別史跡の“原の辻遺跡”が約100ヘクタールにわたって存在する。
島内の河川は、中部の幡鉾川と北部の谷江川が有り、両方とも東向きへ流れている。また、いずれも湾の奥で海へと注いでおり、幡鉾川は内海と呼ばれる湾へ、谷江川は芦辺港が有る湾へと流れ込んでいる。なお、その他は小河川である。島の北西部の壱岐湯本温泉では、69 ℃の高温泉が自噴してきた。

空中写真[注釈 4]。
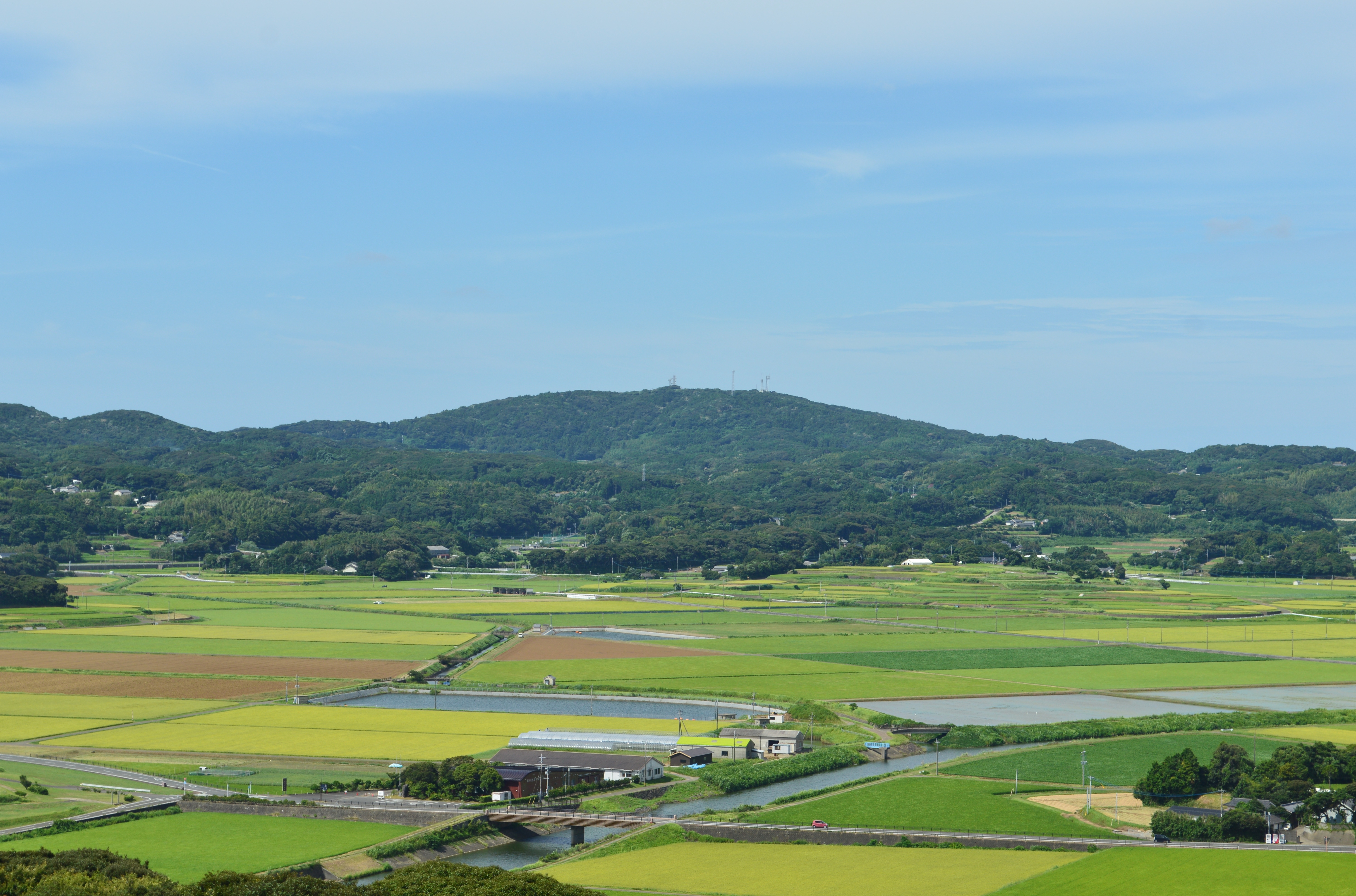
岳ノ辻
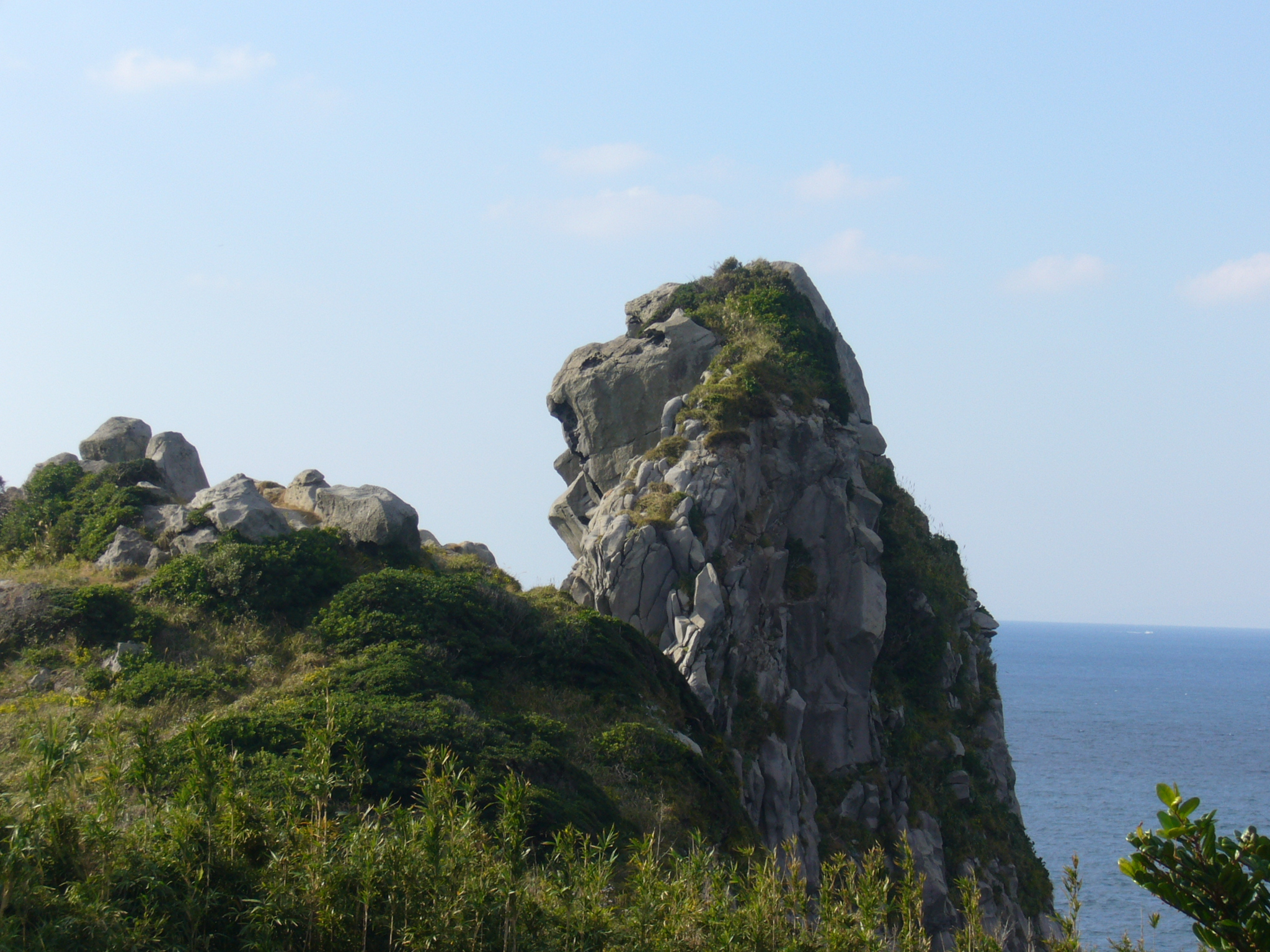
猿岩
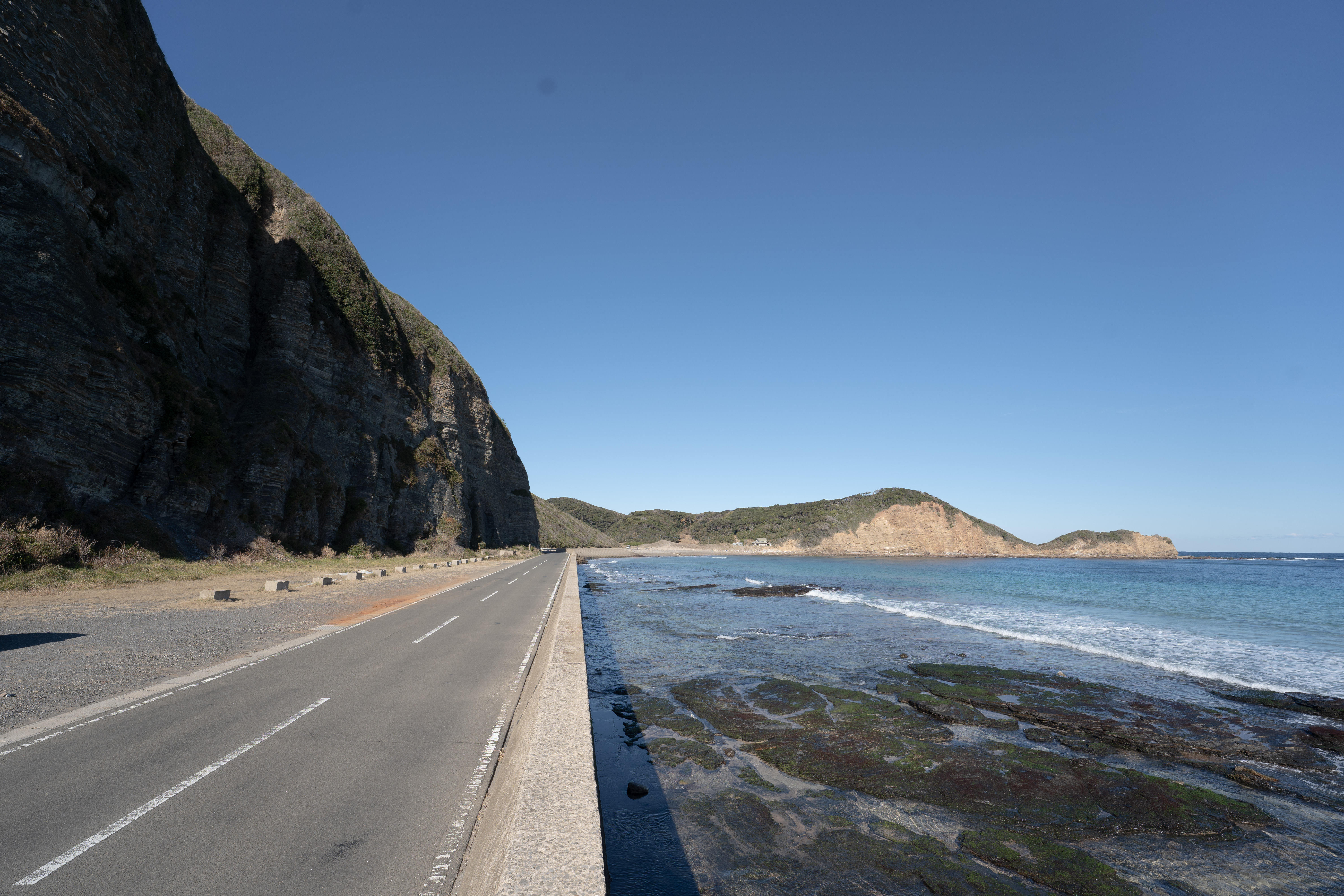
壱岐の土台石（勝本町）

### 地質
島の大部分は玄武岩に覆われた溶岩台地であり、高低差が小さい。最高峰「岳ノ辻」は標高212.8 mで、島の8割は標高100 m以下である。岳ノ辻は約170万-140万年前（第4期）と、100万-60万年前（第5期）に火山活動をしていた。溶岩台地以外では、北部に古第三紀始新世の堆積岩である「勝本層」、中部と南部に新第三紀中新世の「壱岐層群」が見られる。

### 気候
暖流の対馬海流が対馬海峡を流れる影響もあり、気候は比較的温暖である。天気予報では「壱岐対馬」と一括して表示される場合が多いものの、自然環境の特殊性は対馬ほど強くなく、九州北部に近い。

なお、春先に吹く強い南風のことで、今では気象用語として用いられる「春一番」の発祥の地は壱岐である。江戸時代の幕末期の1859年（安政6年）に「春一番」と呼ばれていた季節性の強い南風により、地元の漁師が大勢遭難した海難事故をきっかけに広まった用語である。この関係で1987年には、郷ノ浦港入口の元居公園に船の帆をイメージした「春一番の塔」が建立された。
| 芦辺（1991年 - 2020年）の気候      | 芦辺（1991年 - 2020年）の気候 | 芦辺（1991年 - 2020年）の気候 | 芦辺（1991年 - 2020年）の気候 | 芦辺（1991年 - 2020年）の気候 | 芦辺（1991年 - 2020年）の気候 | 芦辺（1991年 - 2020年）の気候 | 芦辺（1991年 - 2020年）の気候 | 芦辺（1991年 - 2020年）の気候 | 芦辺（1991年 - 2020年）の気候 | 芦辺（1991年 - 2020年）の気候 | 芦辺（1991年 - 2020年）の気候 | 芦辺（1991年 - 2020年）の気候 | 芦辺（1991年 - 2020年）の気候 |
| 月                                 | 1月                           | 2月                           | 3月                           | 4月                           | 5月                           | 6月                           | 7月                           | 8月                           | 9月                           | 10月                          | 11月                          | 12月                          | 年                            |
| ---------------------------------- | ----------------------------- | ----------------------------- | ----------------------------- | ----------------------------- | ----------------------------- | ----------------------------- | ----------------------------- | ----------------------------- | ----------------------------- | ----------------------------- | ----------------------------- | ----------------------------- | ----------------------------- |
| 最高気温記録 °C （°F）             | 18.6 (65.5)                   | 21.2 (70.2)                   | 22.5 (72.5)                   | 26.9 (80.4)                   | 29.7 (85.5)                   | 31.8 (89.2)                   | 34.6 (94.3)                   | 34.8 (94.6)                   | 33.0 (91.4)                   | 29.8 (85.6)                   | 25.7 (78.3)                   | 22.7 (72.9)                   | 34.8 (94.6)                   |
| 平均最高気温 °C （°F）             | 8.7 (47.7)                    | 9.7 (49.5)                    | 12.7 (54.9)                   | 17.2 (63)                     | 21.5 (70.7)                   | 24.3 (75.7)                   | 28.1 (82.6)                   | 29.7 (85.5)                   | 26.1 (79)                     | 21.6 (70.9)                   | 16.4 (61.5)                   | 11.2 (52.2)                   | 18.9 (66)                     |
| 日平均気温 °C （°F）               | 6.2 (43.2)                    | 6.9 (44.4)                    | 9.7 (49.5)                    | 13.7 (56.7)                   | 17.7 (63.9)                   | 20.9 (69.6)                   | 24.9 (76.8)                   | 26.3 (79.3)                   | 23.1 (73.6)                   | 18.7 (65.7)                   | 13.7 (56.7)                   | 8.5 (47.3)                    | 15.8 (60.4)                   |
| 平均最低気温 °C （°F）             | 3.7 (38.7)                    | 4.3 (39.7)                    | 7.0 (44.6)                    | 10.8 (51.4)                   | 14.8 (58.6)                   | 18.5 (65.3)                   | 22.7 (72.9)                   | 23.9 (75)                     | 21.0 (69.8)                   | 16.4 (61.5)                   | 11.0 (51.8)                   | 5.8 (42.4)                    | 13.3 (55.9)                   |
| 最低気温記録 °C （°F）             | −5.5 (22.1)                   | −5.6 (21.9)                   | −1.5 (29.3)                   | 1.8 (35.2)                    | 9.0 (48.2)                    | 12.0 (53.6)                   | 16.6 (61.9)                   | 17.4 (63.3)                   | 14.4 (57.9)                   | 6.6 (43.9)                    | 1.7 (35.1)                    | −3.4 (25.9)                   | −5.6 (21.9)                   |
| 降水量 mm （inch）                 | 76.1 (2.996)                  | 78.6 (3.094)                  | 127.8 (5.031)                 | 148.7 (5.854)                 | 165.0 (6.496)                 | 273.1 (10.752)                | 316.1 (12.445)                | 250.9 (9.878)                 | 173.7 (6.839)                 | 94.1 (3.705)                  | 97.5 (3.839)                  | 79.4 (3.126)                  | 1,880.9 (74.051)              |
| 平均降水日数 （≥1.0 mm）           | 8.5                           | 8.3                           | 10.1                          | 9.4                           | 8.9                           | 11.6                          | 10.9                          | 9.5                           | 10.4                          | 7.3                           | 7.9                           | 7.8                           | 110.6                         |
| 平均月間日照時間                   | 124.9                         | 138.3                         | 169.8                         | 190.2                         | 199.4                         | 134.0                         | 174.5                         | 195.0                         | 159.2                         | 174.2                         | 146.9                         | 133.8                         | 1,951.1                       |
| 出典1：Japan Meteorological Agency |                               |                               |                               |                               |                               |                               |                               |                               |                               |                               |                               |                               |                               |
| 出典2：気象庁                      |                               |                               |                               |                               |                               |                               |                               |                               |                               |                               |                               |                               |                               |

### 生物相
照葉樹林は島の各地に残るものの、大規模な原始林は無い。渡良のアコウが自生北限地である。また、氷河期であった約1万年前までは、九州と陸続きだったと考えられており、その根拠として、九州北部と共通した淡水魚が見られた点が挙げられる。ただし、淡水魚は相次ぐ河川改修が行われただけでなく、人為的に持ち込まれた特定外来種であるオオクチバスやブルーギルが放流された現在では、数種が絶滅したと考えられている。
後述の通り、かつては捕鯨が大々的に行われており、壱岐イルカ事件もあったことから、本来は多数のクジラやイルカが姿を見せていたと思わしいが、現在ではクジラもイルカも沿岸部で見られる機会はほとんどない。一方で、壱岐や対馬の周辺は現代の日本列島では大型鯨類と高速船が衝突する危険性がとくに高い海域の一つとされている。ウミガメは現代でも沿岸部で確認されており、タイマイ、アオウミガメ、アカウミガメ、オサガメといった絶滅危惧種が確認されているが混獲などの危険性に直面している。また、一帯は絶滅種であるニホンアシカの生息地でもあった。

### 集落の形成
島内の集落は、農業集落と漁業集落に大きく分けられる。農業集落は「在」（ざい）と呼ばれ、散村の形態を取るのに対し、漁業集落は「浦」（うら）と呼ばれ、集村の形態を取る。そして、それぞれ農村集落には「触」（ふれ）、漁業集落には「浦」が地名の末尾に付く。「触」の語源には、江戸時代の村方三役のうち扨頭（さすがしら）が藩命を触れ回った範囲の呼称に由来するとする説と、朝鮮語のプル（村の意）に由来するとする説が有る。なお「触」と「浦」は、現在も壱岐市の行政区画である、字の単位として用いられている。

## 壱岐諸島
壱岐島の付近には、複数の島々が見られ、それらを総称して、壱岐諸島と呼ぶ場合もある。壱岐諸島における最大の島が、壱岐島である。この壱岐島の属島として、原島・長島・大島・若宮島の4つの有人島と、19の無人島が存在する。
| 画像                                                               | 名前   | 範囲 (km2) | 人口   | 最高点 (m) | ピーク | 座標                                                                |
| ------------------------------------------------------------------ | ------ | ---------- | ------ | ---------- | ------ | ------------------------------------------------------------------- |
|                                                                    | 壱岐島 | 133.8      | 13,178 | 212.8      | 岳ノ辻 | 北緯33度47分 東経129度43分 / 北緯33.783度 東経129.717度             |
|                                                                    | 原島   | 0.53       | 140    |            |        | 北緯33度43分23秒 東経129度38分56秒 / 北緯33.72306度 東経129.64889度 |
|                                                                    | 長島   | 0.51       | 170    |            |        | 北緯33度43分38秒 東経129度37分53秒 / 北緯33.72722度 東経129.63139度 |
|                                                                    | 大島   | 1.16       | 200    |            |        | 北緯33度44分17秒 東経129度38分5秒 / 北緯33.73806度 東経129.63472度  |
|                                                                    | 若宮島 | 0.35       | 無人   | 99.7       |        | 北緯33度51分56秒 東経129度41分11秒 / 北緯33.86556度 東経129.68639度 |
| "Iki Island"の全ての座標を示した地図 - OSM 全座標を出力 - KML 表示 |        |            |        |            |        |                                                                     |
| "Iki Island"の全ての座標を示した地図 - OSM                         |        |            |        |            |        |                                                                     |
| 全座標を出力 - KML                                                 |        |            |        |            |        |                                                                     |
| 表示                                                               |        |            |        |            |        |                                                                     |

　※　上の人口データは古いものであり、平成27年の国勢調査に基づく人口（壱岐市）は 26,750人である。

## 歴史
対馬と共に朝鮮半島と九州とを結ぶ、海上交通の中継地として利用されてきた。なお、15世紀の朝鮮王朝との通交を記述した『海東諸国紀』（ヘドンチェグッキ）にも、壱岐島や対馬島についての記述が見られる。

### 原始・古代

#### 旧石器時代
旧石器時代後期のヒトの痕跡として、カラカミ遺跡（勝本町）や原の辻遺跡（芦辺町・石田町）からナイフ形石器や台形状石器が、また原の辻遺跡（芦辺町・石田町）からはナウマン象やヤベオオツノジカの骨が見つかっている。

#### 縄文時代
縄文時代の遺跡としては、縄文時代後期と推定される郷ノ浦町片原触吉ヶ崎遺跡が残っている。

#### 弥生時代

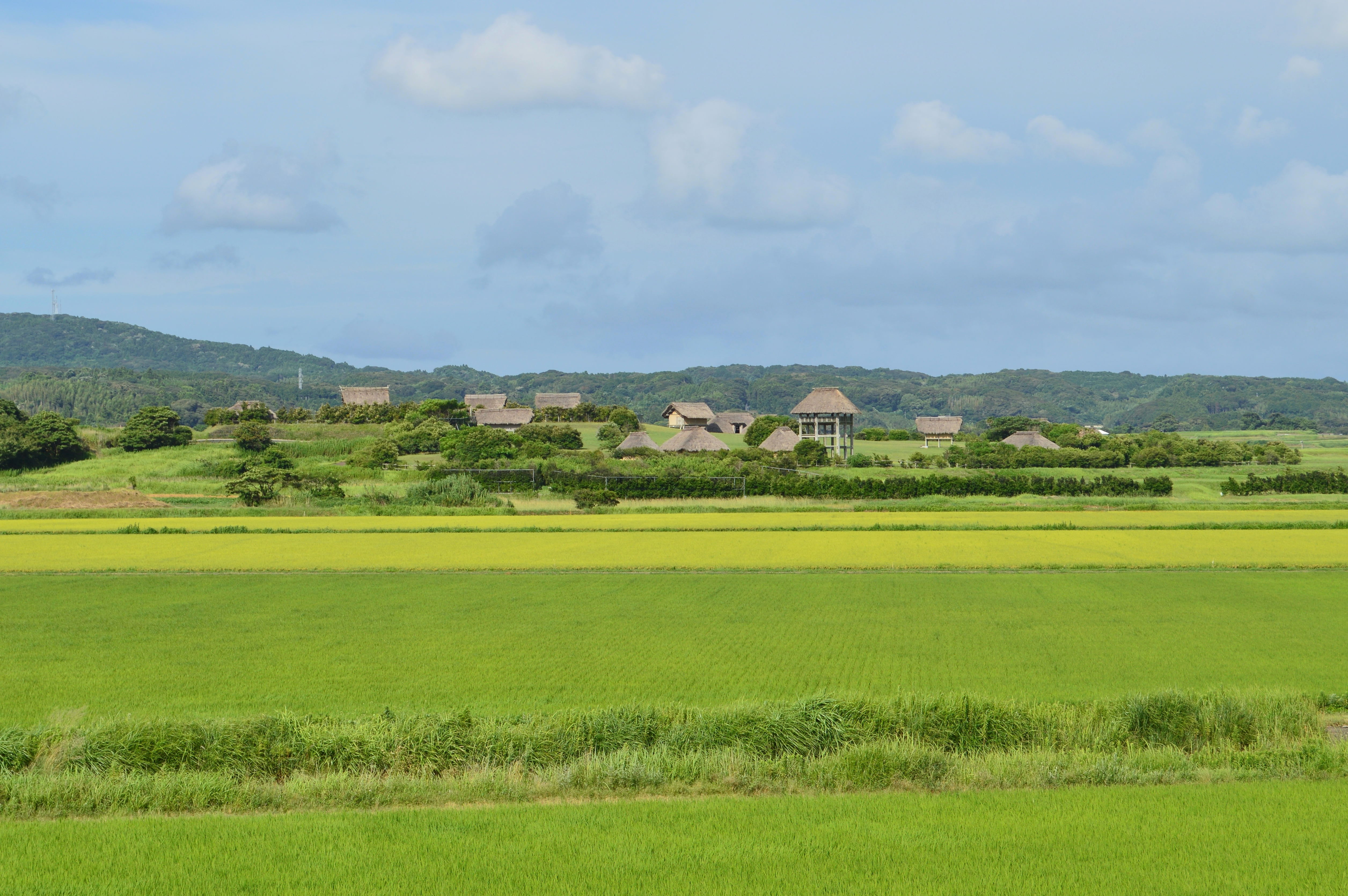
原の辻遺跡

弥生時代には、ほぼ全島に人々が住んだと考えられており、河川流域に遺跡が濃密に分布している。下流域の原の辻やミヤクリ、上流域の柳田田原地域の物部、戸田遺跡などは、比較的規模が大きく、遺物も豊富である。
また、中国の史書に、壱岐島に関する記述が残されている。例えば『三国志』魏書の魏書東夷伝倭人条、いわゆる『魏志倭人伝』においては、邪馬台国の支配下の「一大國」が存在したと記されている。『魏略』の逸文、『梁書』、『隋書』では一支國が存在したと記されている。1993年12月に長崎県教育委員会が島内の原の辻遺跡を、一支国の中心集落と発表した。魏書の魏書東夷伝倭人条では「有三千許家（三千ばかりの家有り）」と、まとまった居住者がいたと判る記述も残っている。

#### 古墳時代

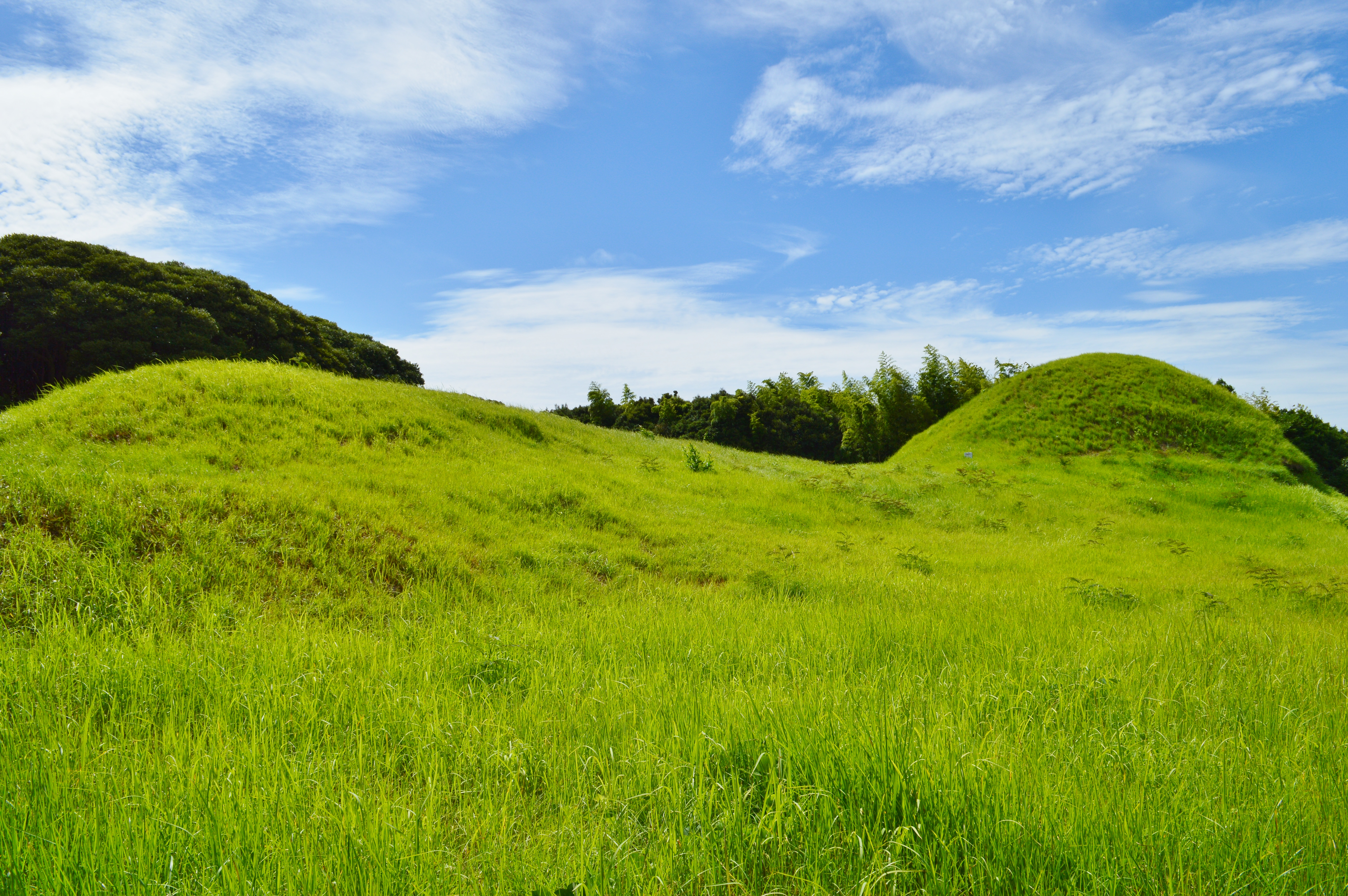
双六古墳

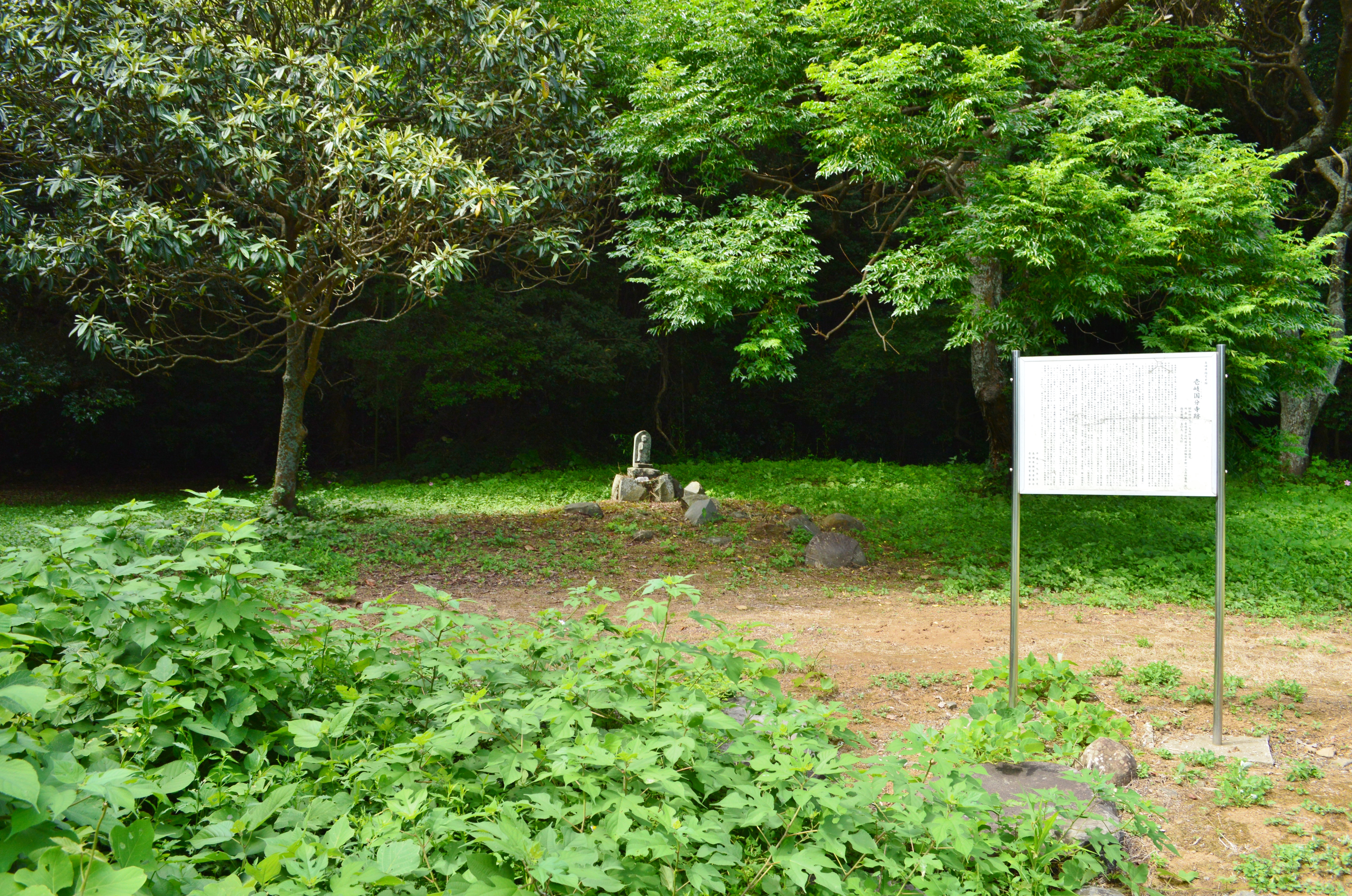
壱岐島分寺跡

河川の流域や島の中部などに、横穴式石室墳群が分布している。郷ノ浦町鬼屋久保古墳の横穴式石室の奥壁には、線刻で帆船とクジラと認められる画が描かれており、これは回遊するクジラを集落で浦に追い込んだ様子を描いたと考えられる。
前方後円墳は、長崎県内最大の勝本町百合畑触の双六古墳を始めとして、数基が残存する。古墳時代後期（6世紀）には、島の中央部に鬼の窟古墳・笹塚古墳などの巨石石室墳が築造された。

#### 律令制
令制国として壱岐国が置かれ、鬼の窟古墳の近くには壱岐国分寺が置かれた。
『和名抄』によれば、壱岐郡と石田郡の2郡と11郷が伝えられる。原方と山方に相当する。壱岐値は壱岐県主で、中央に出仕した伊吉連や雪連は一族であると考えられる。
平安時代の1019年（寛仁3年）には、女真族（満州族）と見られる賊徒が高麗沿岸を襲い、さらに対馬・壱岐にも現れた。この時、壱岐国の国司であった藤原理忠は賊徒と戦い、討ち死にした。一通り略奪を繰り返した後は北九州に移り、そこで藤原隆家によって鎮圧された（刀伊の入寇）。
なお、長田忠致が源義朝を討った恩賞に壱岐守として赴任し、湯岳に覩城を築いた。

### 中世
中世には大宰府権能の消滅に伴い、松浦党の倭寇の勢力下にあった。
鎌倉時代中期には、モンゴル帝国（大元ウルス）とその属国・高麗により、2回の侵攻を受けた。1回目の文永の役の際には、壱岐の守護代であった平景隆ら百余騎が応戦したものの、圧倒的な兵力差の前に壊滅して壱岐は占領され、大きな被害を受けた。2回目の弘安の役でも元軍の上陸を受け、大きな損害を受けた。なお、博多湾の日本軍による逆上陸を受け、また台風の影響もあり、元軍は壱岐島から撤退した（壱岐島の戦い）。
1472年（文明4年）に、岸岳城の主であった波多泰が壱岐に進攻し、倭寇勢力を排除し勢力下に置いた。波多興（おき）の代、周辺豪族の有馬氏、松浦氏ほかと姻戚の誼を結んだ。
後代の16世紀半ば（年代諸説あり）、波多盛（さこう）の死後、本家岸岳城でお家騒動が勃発した。家老の日高資と盛の後室・真芳（一説に有馬義貞娘）との抗争であった。真芳方は盛の娘の嫁ぎ先である有馬義貞との子、藤堂丸を推し、壱岐島の代官らと通じて盛の弟ら（当時島に居た波多隆、重）を次々と誅戮し、1556年（弘治2年）に藤堂丸（波多親）を16代当主に据えた。真芳方が資を毒殺した後に、資の子であった日高喜による侵攻を受け、真芳らは岸岳城を奪われた。しかし、真芳らは大村の草野氏を頼って、落ち延びた。1565年（永禄8年）に、喜は島を支配していた代官らを攻め滅ぼし、城主に盛の弟の波多政を据えた。その後真芳らは、龍造寺氏や有馬氏の支援を得て反攻に出た。喜は松浦隆信に支援を求めたものの破れ、壱岐島に逃れてから波多政を誅戮し、1569年（永禄12年）に自ら城代となった。岸岳城を奪還した波多親は島を攻めたものの、喜が領地と引替に支援を求めた隆信との連合軍に敗退した。結果、島は喜の娘を嫁がせた隆信の子松浦信実が、城代に就いた。
1592年からの文禄・慶長の役では豊臣秀吉の命にて島の領主である松浦鎮信が勝本城を築いた。1598年、日本軍が朝鮮半島から撤兵後城の建物は取り壊され廃城となった。

### 近世
江戸時代には松浦党の流れを汲む、平戸松浦氏が治める平戸藩の一部に編入された。

### 近現代
1871年に実施された廃藩置県の際には平戸県に属し、その年には再編により長崎県の一部に編入された。島内に有った壱岐郡と石田郡は、1896年の郡区町村編制法で統合され、壱岐郡のみが残された。自治体としては、1889年の町村制度施行当初は壱岐郡に7村、石田郡に5村の計12村が発足した。その後、町制施行や合併を繰り返し、昭和の大合併を経て1970年までに郷ノ浦町・勝本町・芦辺町・石田町の4町に再編された。2004年3月1日に、平成の大合併によりこれら4町が合併して市制が施行され、壱岐市が誕生した。
行政区域の変遷については、壱岐市#歴史を参照のこと。

## 産業
壱岐島の産業は、農業・漁業といった第一次産業が中心である。なお、第2次世界大戦戦後には葉タバコの栽培と肉牛の生産が盛んになった。その後、タバコ栽培は斜陽化したものの、肉用牛は壱岐牛として差別化が図られている。
耕地面積が僅少なため、古来耕地のくじ引きが行われていた。
特産品としては焼酎が有名である。麦焼酎発祥の地で、世界貿易機関から壱岐焼酎として保護産地指定を受けている。

### レオタードを着ての漁
壱岐島の東部・八幡（やはた）地区では、今も海女が古の海人族からの伝統である、潜水漁を営んでいる。ただウェットスーツではなく、レオタードを着て海に潜っている。これは、八幡では昔から乱獲を防ぐため、ウェットスーツの着用を禁止しているからである。伝統漁の「海女」と「レオタード」を組み合わせて「レオタード漁」と呼ばれることがある。
なお、八幡の海女が出漁する期間は、5月1日から9月末までである。

### 観光
壱岐島は、温泉、海水浴場、ゴルフ場、キャンプ場を備えた観光地として宣伝されている。島の北海岸にはイルカパークがある。

## 文化

### 祭事
- 郷ノ浦祇園山笠（7月）
- 壱岐神楽

### 催事
- 壱岐の島新春マラソン大会（1月）
- 壱岐綱引大会（2月）
- 一支国ウォーク（3月）
- 壱岐オープンテニス大会（5月）
- 壱岐サイクルフェスティバル（6月）
- 辰の島フェスティバル（7月）
- 壱岐の島 夜空の祭典（8月）
- 一支国幼児相撲大会（9月）
- 壱岐ウルトラマラソン（10月）
- 湯本温泉港まつり（10月）

## 交通

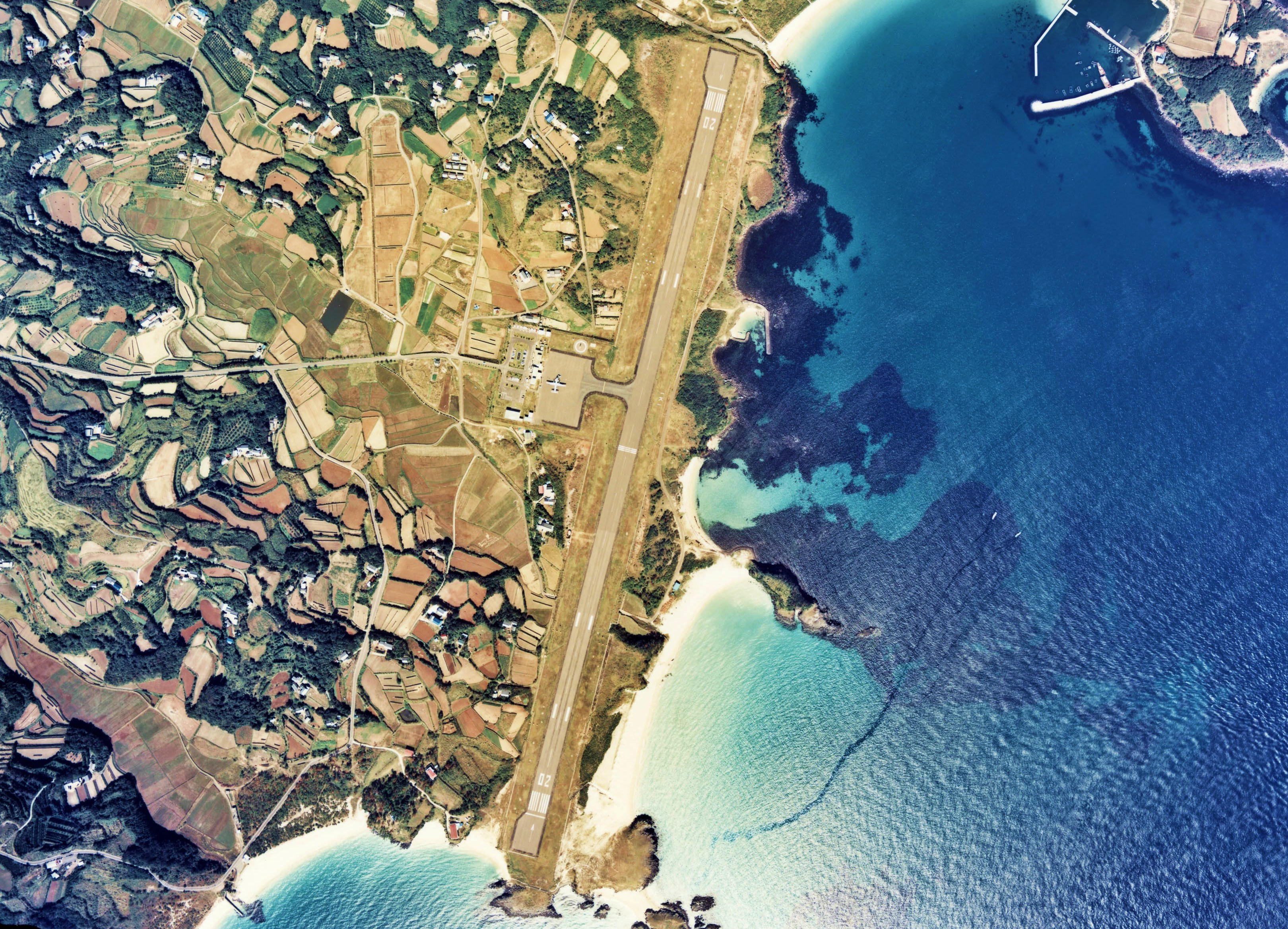
壱岐空港（1977年）

国道382号が島の北西部から南西部へそして南西部から南東部へ"L"字型に貫き、主要県道が国道と各地域をつなぐ。鉄道は無く、壱岐交通が路線バスを運行している。

### 島外との連絡
南西部に郷ノ浦港、南東部に印通寺港、東部に芦辺漁港、北部に勝本港が設置されている。町の南東端には壱岐空港がある。

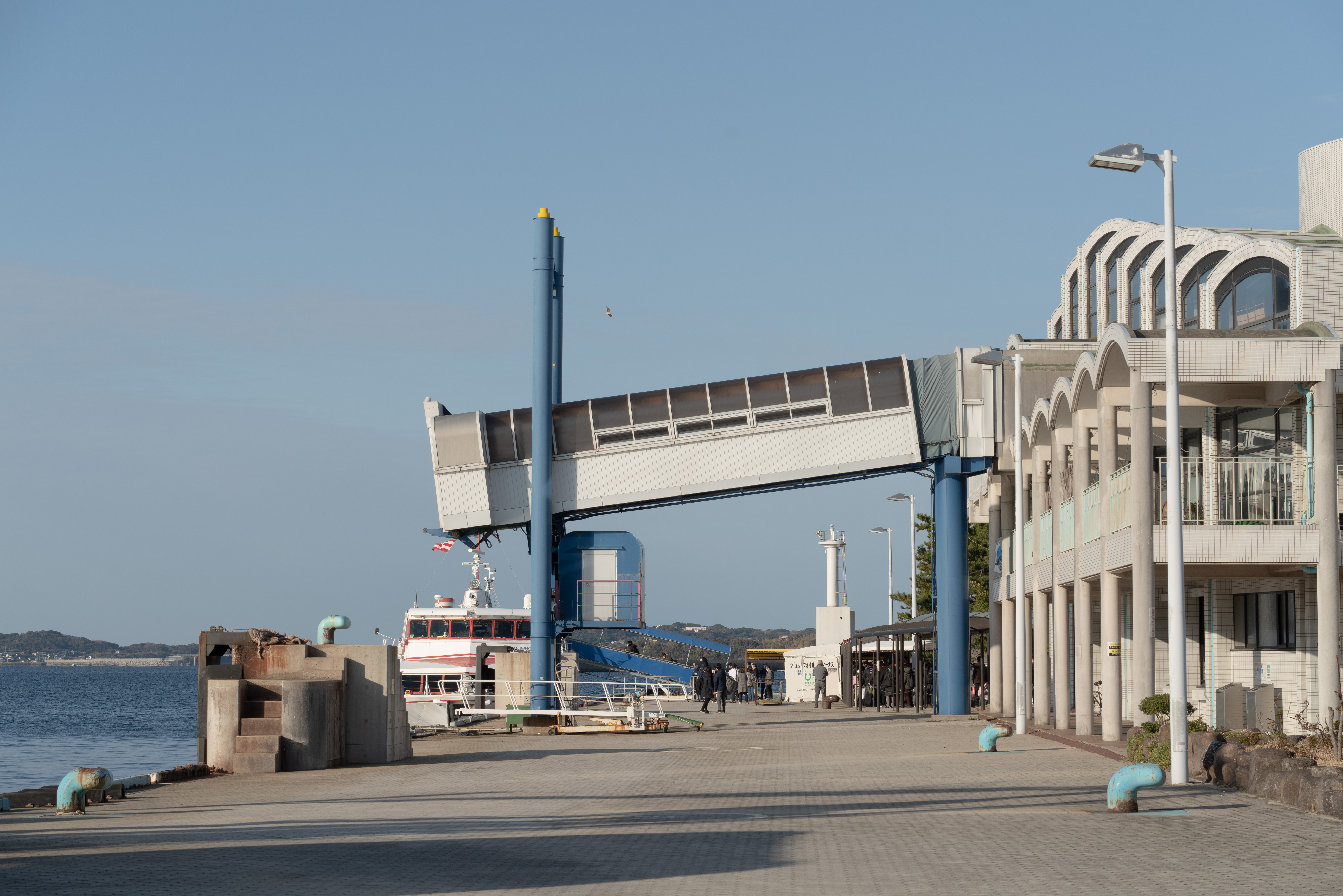
郷ノ浦港
九州郵船により、博多港（福岡市）および対馬との間を結ぶ旅客船であるジェットフォイルが運航されている。車両航送を伴わない旅客は、高速のジェットフォイルを主に利用する。また、壱岐島の属島である原島・長島・大島への航路も、壱岐市により運航されている。
印通寺港
九州郵船により、唐津東港（佐賀県唐津市）との間を結ぶフェリーが運航されている。かつてこのフェリーは長崎市と唐津東港を結ぶ高速バス「レインボー壱岐号」と連絡し、長崎市と壱岐を結んでいた。なお、レインボー壱岐号は2012年3月31日を以って廃止された。
芦辺港

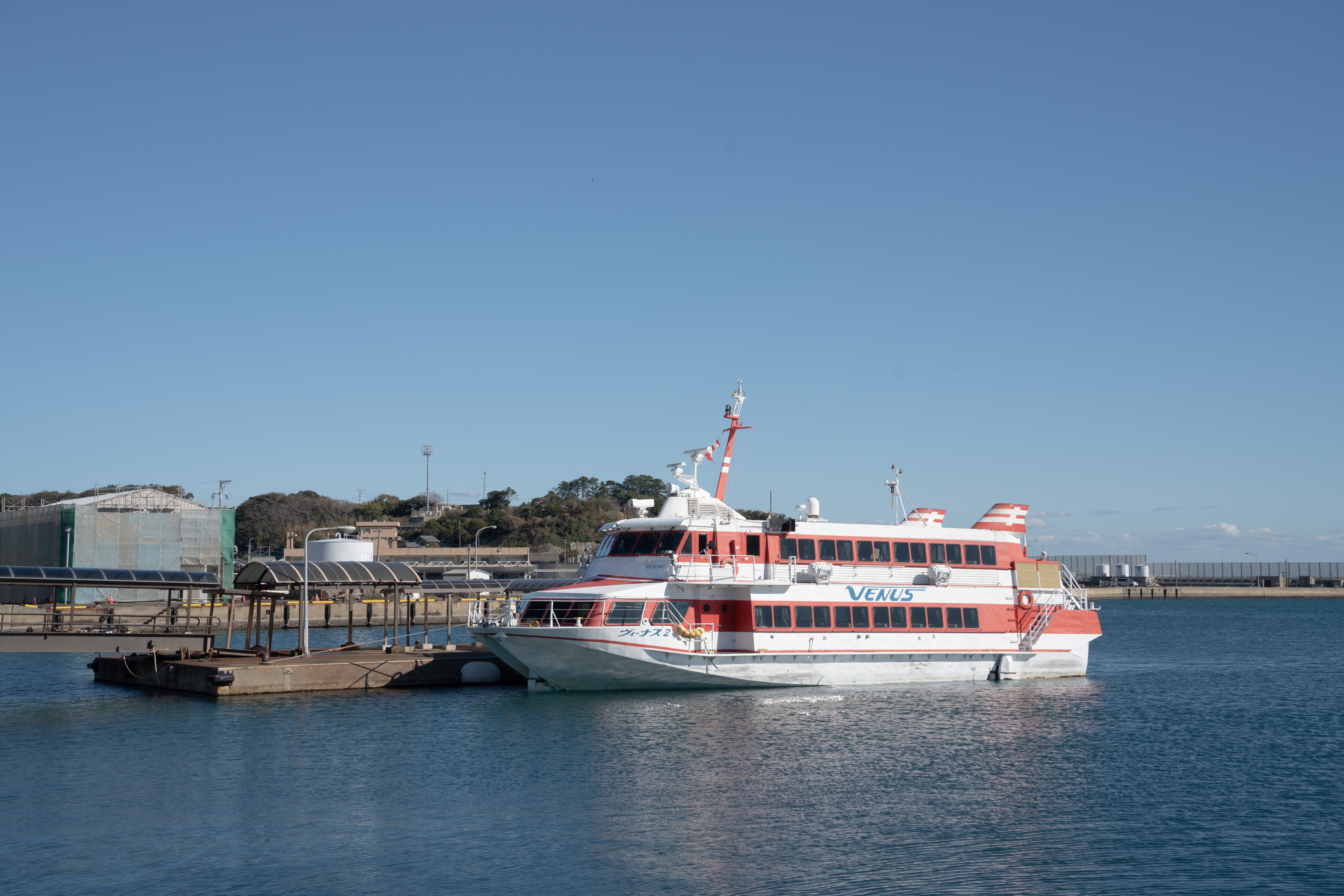
芦辺港のジェットフォイル

九州郵船、壱岐・対馬フェリーにより、博多港および対馬との間を結ぶフェリーと、九州郵船によるジェットフォイルが運航されている。なお芦辺港は、法的には港湾ではなく漁港である。
勝本港
勝本町漁協と辰の島観光の2社が、夏場のみ定期航路として壱岐北部の辰の島を結んでいる。オフシーズンは予約制の不定期運航である。
壱岐空港
オリエンタルエアブリッジ（ORC）により、長崎空港への航空便が運航されている。